# Propontocypris solida
Propontocypris solida is een mosselkreeftjessoort uit de familie van de Pontocyprididae. De wetenschappelijke naam van de soort is voor het eerst geldig gepubliceerd in 1952 door Ruggieri.